# Maria Ernestam
Maria Ernestam (ur. 28 listopada 1959 w Uppsali) – szwedzka pisarka i dziennikarka.
Urodziła się i wychowała w Uppsali. Uczęszczała do Journalisthögskolan w Göteborgu, zrobiła licencjat z matematyki i angielskiego na Uniwersytecie w Uppsali, a następnie otrzymała tytuł magistra politologii ze specjalnością relacje międzynarodowe na University of Kansas. Po studiach mieszkała przez 11 lat w Niemczech, gdzie pracowała we Frankfurcie nad Menem jako zagraniczna korespondentka dla szwedzkich gazet Veckans Affärer i Dagens Medicin.

## Twórczość
W 2005 roku opublikowała swoją pierwszą książkę zatytułowaną Caipirinha med Döden. Opowiada ona o życiu kobiety, do której drzwi pewnego dnia zapukała Śmierć. Rosyjscy krytycy porównywali tę historię do kultowego dzieła Michaiła Bułhakowa Mistrz i Małgorzata. Swoją następną książkę, Busters öron, Maria Ernestam wydała rok później. Jej dzieła są nadal publikowane. Do tej pory na szwedzkim rynku wydawniczym ukazało się 8 książek pisarki. Brała również udział w tworzeniu antologii oraz była publikowana w zbiorach nowel (takich jak na przykład Min mormors historia czy Drama queens).
Jej dzieła zostały docenione trzema francuskimi wyróżnieniami. Za Busters öron otrzymała Prix Page des Libraires, Prix La Passerelle oraz Prix de l’Armitière. To samo dzieło zostało również nagrodzone tytułem najlepszego tłumaczenia na język francuski dla tłumaczki Esther Sermage w konkursie organizowanym przez Lire en Poche.
Książki Marii Ernestam zostały przetłumaczone na 13 języków, a na całym świecie sprzedano ich 750 000 egzemplarzy.

## Publikacje
- 2016 – Den sårade pianisten, 2018 wyd. pol. Zraniony pianista (powieść)
- 2014 – Öga för öga, tass för tass (powieść)
- 2012 – Marionetternas döttrar, 2015 wyd. pol. Córki marionetek (powieść)
- 2010 – På andra sidan solen (powieść)
- 2010 – Drama Queens (zbiór nowel)
- 2009 – Min mormors historia (antologia)
- 2008 – Alltid hos dig (powieść)
- 2007 – Kleopatras kam (powieść)
- 2006 – Busters öron (powieść)
- 2005 – Caipirinha med Döden (powieść)